# Pfarrkirche Brückl

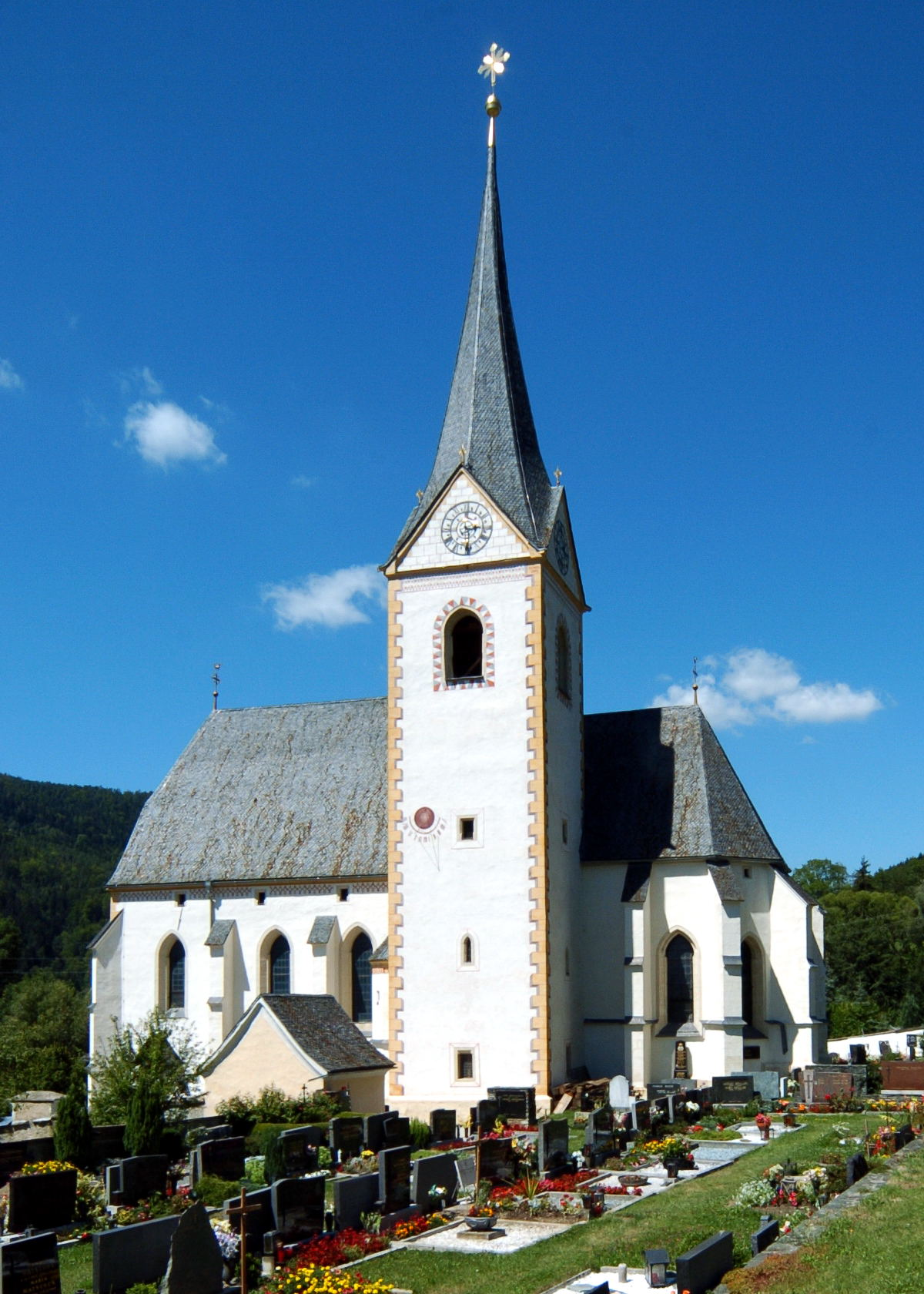
Pfarrkirche Brückl mit Friedhof

Die dem heiligen Johannes dem Täufer geweihte römisch-katholische Pfarrkirche Brückl ist ein Kirchenbau in der Kärntner Gemeinde Brückl, der zwischen 1207 und 1230 erstmals urkundlich erwähnt wurde. Der denkmalgeschützte Sakralbau steht etwas abseits vom modernen Ortszentrum auf einer Anhöhe.

## Bauwerk
Im ersten Viertel des 16. Jahrhunderts wurde der spätgotische Bau fertiggestellt. Unmittelbar neben der Kirche ist der Friedhof angelegt. Auf dem Südturm ist ein Spitzhelm mit Giebeln aufgesetzt, ein zweijochiger Sakristeibau befindet sich an der Nordseite des Chores, zwischen Turm und Langhaus ist ein polygonales Treppentürmchen in einen Winkel gemauert. Das Dach hat eine Bedeckung aus Steinplatten, an der Außenwand verlaufen Strebepfeiler, die an den Ecken schräg gestellt sind – einer von ihnen ist mit „1521“ bezeichnet. Reich profiliert sind sowohl das West- als auch das Südportal. Ein Wappenschild mit Meisterzeichen aus 1521 und ein angrenzender Opfertisch in einer Opfernische komplettieren das Bauwerk.
Das einschiffige, dreijochige Langhaus der Pfarrkirche ist im ersten Viertel des 16. Jahrhunderts errichtet worden. Es hat ein Sternrippengewölbe, wie auch der zweijochige Chor. Im Chor über dem stark eingezogenen Triumphbogen stehen die Jahreszahlen „1516“ und „1555“, darunter sind gotische Meisterzeichen und eine Restaurierungsinschrift aus 1903 zu sehen. Das Turmuntergeschoß hat ein Kreuzrippengewölbe, die Sakristei ein Kreuzgratgewölbe, die kreuzrippengewölbte Westempore ist mit „1522“ und „1535“ bezeichnet.